# Polkrem
Polkrem – pasteryzowany i homogenizowany, orzeźwiający napój mleczny o smaku lekko kwaskowatym. Posiada gęstą konsystencję i nie ma podcieku serwatki. Zawartość tłuszczu nie przekracza 4%. Obecnie produkowany przez jednego wytwórcę w Polsce. Podobnym produktem jest mleko acidofilne.